# Fernando Bombal Gordón
Fernando Bombal Gordon (Carabaña, Comunidad de Madrid, 8 de agosto de 1944) es un matemático español.

## Biografía
En 1968 se licenció en ciencias matemáticas en la Universidad Complutense de Madrid y en 1972 se doctoró con premio extraordinario. Desde 1974 fue profesor agregado de la Universidad Complutense y en 1981 alcanzó la cátedra de análisis matemático de esta universidad. Es miembro de la Real Sociedad Matemática Española.
En 1988 fue nombrado académico correspondiente de la Real Academia de Ciencias Exactas, Físicas y Naturales y en 2004 académico de número. En 2006 leyó el discurso de ingreso Paradojas y rigor: la historia interminable. De 2007 a 2015 fue Secretario de la Sección de Exactas de la Academia.